# Кривая улица (Ереван)
Кривая улица (Ереван) (арм. Կորի փողոց, рус. Улица Кори) — улица в административном районе Кентрон города Еревана.
Своё начало берёт от проспекта Тиграна Меца (около суда общей юрисдикции административных районов Кентрон и Норк-Мараш) и выходит на улицу Ерванда Кочара (около рынка золота).

## История

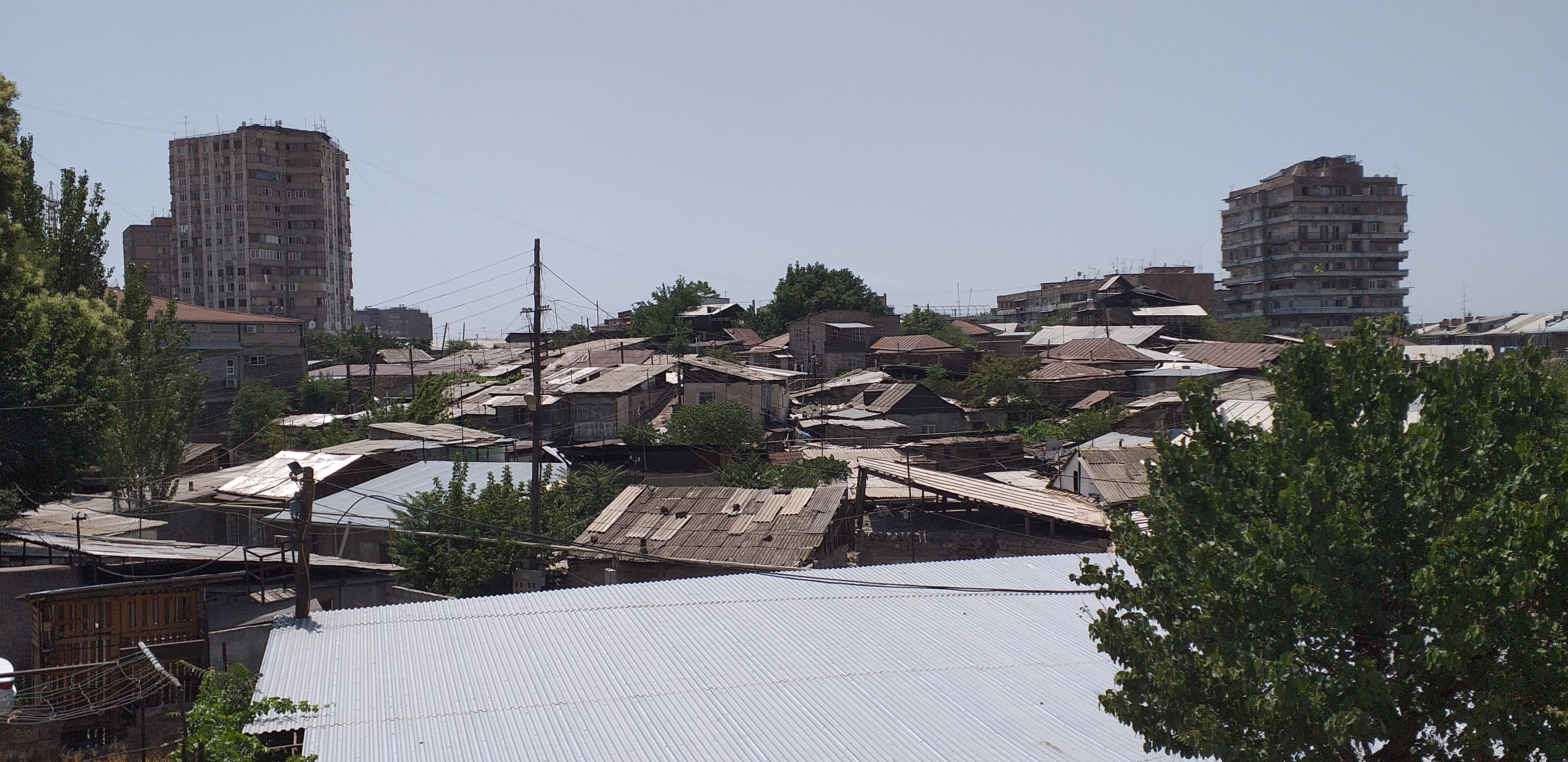
Вид на улицу Кори

Раньше улица начиналась от района нынешней церкви Святого Григория Прoсветителя, от начала армянских домов на левом берегу реки Гетар (часть современной улицы Ерванда Кочара). Улица шла через лабиринт старых домов и поэтому и назывался Кривой (арм. Կոր). Прежде была более длинной, поэтому дворы домов данной улицы назывались (арм. Կրիվոյ քուչա (մայլա)). Данная улица до сих пор остаётся застроенным старыми обветшалыми домами.

## См. также

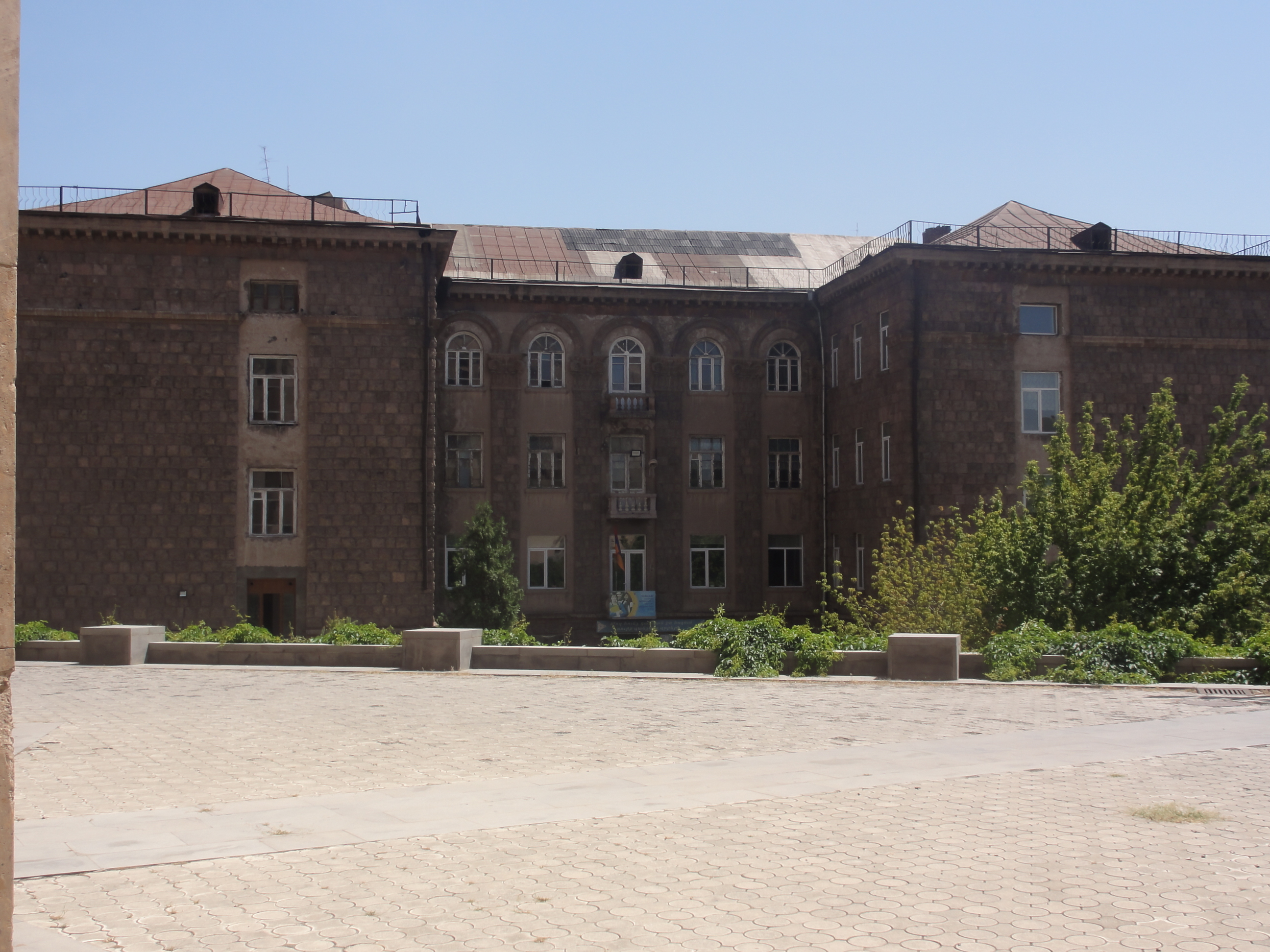
№ 182 школа Геворга Эмина

## Примыкающие улицы
- Проспект Тиграна Меца
- улица Ремесленников (арм. Արհեստավորների փողոց)
- улица Ерванда Кочара

## Источник
- Справочник адресов города Еревана, Ереван, 1983, стр. 369—506, названия улиц города Еревана.
- Սերգեյ Ավագյան, Երևանի փողոցները, Ереван, «ВМВ-ПРИНТ», 2010—272 страница